# Journée mondiale des ONG
La Journée mondiale des ONG est organisée tous les 27 février. Elle a été officiellement déclarée le 17 avril 2010 par douze pays et reconnue internationalement le 27 février 2014 à Helsinki (Finlande) par Helen Clark, Administrateur du Programme des Nations Unies pour le développement (PNUD) qui a félicité la Journée mondiale des ONG et souligné l'importance du secteur des ONG pour l'ONU par l'intermédiaire de son discours,.

## Histoire
L'initiative de la Journée mondiale des ONG a été fondée en 2009 par l'étudiant universitaire Marcis Liors Skadmanis (à l'âge de 24 ans), Marcis a d'abord pensé à l'idée initiale lors de sa maîtrise en droit international. Son désir de voir un meilleur avenir pour l'ensemble du monde et sa passion pour trouver de nouvelles solutions pour le développement mondial est ce qui l'a conduit à établir cette initiative (journée internationale) - tout en croyant que l'innovation est la clé d'un avenir plus durable.
La Journée mondiale des ONG a été officiellement reconnue le 17 avril 2010 par 12 pays du Forum des ONG de la mer Baltique à Vilnius, en Lituanie. Les pays membres du Forum des ONG de la mer Baltique sont la Biélorussie, le Danemark, l'Estonie, la Finlande, l'Allemagne, l'Islande, la Lettonie, la Lituanie, la Pologne, la Russie, la Norvège et la Suède.

## Reconnaissance internationale
Chaque année, le 27 février, la Journée mondiale des ONG célèbre une nouvelle déclaration du mouvement mondial. Les célébrations mondiales de la Journée des ONG ont été largement abordées dans les nouvelles et les médias sociaux du monde entier. 
Le 27.02.2017, le Service européen pour l'action extérieure a publié un communiqué officiel du porte-parole de HR / VP Federica Mogherini à l'occasion du WORLD NGO DAY 2017, Bruxelles, 27/02/2017 - UNIQUE ID: 170227_11.